# Saint-Laurent-de-Brèvedent
Saint-Laurent-de-Brèvedent è un comune francese di 1 444 abitanti situato nel dipartimento della Senna Marittima nella regione della Normandia.

## Società

### Evoluzione demografica
Abitanti censiti